# Deadpool et Wolverine
Série l'univers cinématographique Marvel
The Marvels
(2023) Captain America: Brave New World
(2025)
Série Deadpool
Deadpool 2
(2018)
Pour plus de détails, voir Fiche technique et Distribution.
Deadpool et Wolverine (Deadpool and Wolverine) est un film américain réalisé par Shawn Levy et sorti en 2024.
Il s'agit du 34e film de l'univers cinématographique Marvel et le quatrième de la phase cinq. Le film met en scène le personnage de Deadpool, interprété par Ryan Reynolds, et celui de Wolverine, incarné par Hugh Jackman, tous deux introduits dans la série de films X-Men du studio 20th Century Studios. Il se déroule dans la continuité des films Deadpool de Tim Miller (2016) et de Deadpool 2 de David Leitch (2018) et sert de transition entre les deux univers à la suite de l'acquisition de 21st Century Fox par Disney en 2019.
Six ans après les événements de Deadpool 2, Wade Wilson mène une vie tranquille, ayant laissé derrière lui sa vie de mercenaire et cherche des petits boulots. Jusqu'au jour où il est retrouvé par le Tribunal des Variations Anachroniques (TVA), une organisation dont la mission est de surveiller les différentes réalités du multivers et tenter de régler les interférences temporelles. L'agent Paradox lui propose alors l'opportunité de devenir un véritable héros parmi ceux du MCU. Dans son périple, il croise la route de l'indomptable mutant Wolverine, qu'il va tenter de convaincre de l'aider. Tous les deux vont s'unir pour sauver leur univers.
C'est le plus gros succès du box-office mondial pour un film classé R-Rated et le plus lucratif, record jusque-là détenu par Joker (2019) de Todd Philips.

## Synopsis
En 2018, sur la Terre-10005, Wade Wilson alias Deadpool utilise la montre temporelle de Cable, déjà introduite dans le second opus, pour se rendre sur la Terre-616 (désignée aussi comme l'Éternel Flux Temporel), où il demande à Happy Hogan de rejoindre les Avengers, mais il est refusé. Six ans plus tard, sur la Terre-10005, Wade a pris sa retraite en tant que Deadpool. Il travaille désormais dans un concessionnaire de voitures aux côtés de Peter. Wade a également rompu avec sa petite amie Vanessa Carlysle.
Lors de la fête d'anniversaire de Deadpool avec ses amis, le Tribunal des Variations Anachroniques (TVA) capture Wade et le livre à l'agent Paradox, qui lui propose de rejoindre l'Éternel Flux Temporel, où il pourrait devenir un véritable héros aux côtés des Avengers. Cependant, l'univers de Wade se détériore à la suite de la mort de Logan alias Wolverine, qui se révèle être « l'Agglomérateur » de la Terre-10005, c'est-à-dire un individu indispensable à son univers, sa mort entraînant alors la décomposition de son flux temporel. Paradox révèle alors à Wade que son flux temporel disparaîtra dans deux mille ans, mais ne veut pas se contenter d'attendre la fin, maintenant que le TVA ne procède plus à l'élagage des flux temporels, mais les laisser disparaître naturellement. Il présente ensuite à Wade le « Chrono Broyeur », un activateur qui une fois terminé lui permettra de désintégrer la matrice spatio-temporelle de l'univers de Wade. Paradox lui offre deux options : retrouver ses amis pour disparaître avec eux dans environ soixante-douze heures ou rejoindre l'Éternel Flux Temporel. Wade casse le nez de Paradox et vole son Pad Temporel pour voyager à travers le multivers et trouver un « Variant » de Logan pour remplacer sa version défunte et ainsi sauver son univers.
Après avoir déterré le cadavre de Logan dans le Dakota du Nord, tué un escadron de Minuteurs du TVA à ses trousses à l'aide des os du squelette en adamantium et rencontré plusieurs Variants de Logan, Wade ramène un Logan saoul au TVA, où il apprend que ce Logan particulier a laissé tomber son propre univers dans le chaos. Paradox brouille Wade et Logan, ce qui les envoie dans le Vortex, un endroit désertique où se trouvent les Variants que le TVA supprime. Là, Wade et Logan s'engagent dans un combat au corps à corps, mais Wade finit par convaincre le mutant de faire équipe en lui expliquant que le TVA peut modifier le passé de Logan et ainsi réparer son univers. Le duo est alors pris d'assaut par plusieurs Variants des ennemis mutants des X-Men, dirigés par Dents-de-sabre. Ils sont capturés et font également la rencontre de Johnny Storm alias la Torche humaine, qui leur explique que les mutants sont les sbires de Cassandra Nova, la sœur jumelle surpuissante de Charles Xavier. En arrivant au repaire de Cassandra, le cadavre immense d'un Variant de Scott Lang, Cassandra tue Johnny pour l'avoir, selon Wade, violemment insultée. Par la suite, elle explique au duo qu'elle a profité de son exil pour imposer son pouvoir dans le Vortex en tuant ou en réduisant en esclavage les nouveaux arrivants. La gigantesque créature Alioth apparaît alors et s'apprête à dévorer le duo, qui parvient à s'échapper à temps.
Après leur évasion, Wade et Logan sont aidés par un Variant de Wade, « Nicepool », et se rendent dans les régions frontalières du Vortex pour rejoindre le groupe de résistance contre Cassandra et ses sbires dont faisait partie Storm. Le duo fait la rencontre d'Elektra Natchios, de Blade, de Gambit et de Laura Kinney alias X-23. Wade propose à l'équipe de se joindre à eux pour venger la mort de Johnny et de possiblement trouver un moyen de sortir du Vortex. Logan, persuadé que Cassandra est invincible, décide de ne pas rejoindre Wade et les autres. La nuit tombée, Logan raconte à Laura comment son univers est tombé dans le chaos : il a abandonné les X-Men, ce qui a entraîné leur massacre par des forces anti-mutants. De son côté, Wade explique que depuis son refus au sein des Avengers, il a abandonné sa vie de mercenaire et plongé dans la dépression, ce qui l'a éloigné de Vanessa.
Le lendemain, Logan décide de rejoindre l'équipe à leur insu, en se cachant dans le coffre de la voiture. Ils attaquent alors par surprise le repaire de Cassandra. Alors que le reste de l'équipe affronte les mutants, Logan est emprisonné mentalement par Cassandra, qui le fait culpabiliser sur la chute de son univers. Wade utilise alors le casque du Fléau pour bloquer les pouvoirs psychiques de Cassandra, mais Pyro lui tire dessus, se révélant comme l'agent dormant de Paradox chargé de la surveiller et de la tuer par la suite, l'agent du TVA la considérant comme trop dangereuse. Après avoir assommé le mutant, Logan convainc Wade de retirer le casque pour permettre à Cassandra de guérir. Après avoir convaincu Cassandra de les aider, cette dernière utilise le double anneau d'un Variant de Docteur Strange pour ouvrir un portail interdimensionnel à Logan et Wade, leur permettant de voyager vers la Terre-10005. Peu après, Pyro révèle à Cassandra le plan de Paradox. Cassandra profite alors du portail pour se rendre sur la Terre-10005, où se trouve également l'agent du TVA.
De leur côté, Wade et Logan doivent faire face à la Deadpool Corp, une armée de Variants de Deadpool dirigée par Lady Deadpool. Nicepool meurt en servant de bouclier humain à Deadpool, avant que ce dernier et Logan, qui revêt enfin son célèbre masque, affrontent les autres Deadpool qu'ils parviennent tous à tuer. Mais ils finissent par se régénérer, et le duo est sauvé de justesse par l'intervention de Peter, respecté par tous les Deadpool dans leurs univers respectifs. Pendant ce temps, Cassandra manipule Paradox pour lui faire activer le Chrono Broyeur, afin de détruire l'entièreté du multivers pour laisser seulement place au Vortex. Wade et Logan arrivent, et Paradox leur explique qu'ils peuvent perturber le flux d'énergie du Chrono Broyeur en court-circuitant les flux de matière et d'antimatière, mais au prix de leurs vies, leurs facteurs guérisseurs ne pouvant les sauver de cette annihilation. Logan s'apprête à entrer dans la chambre forte, mais Deadpool l'assomme pour se sacrifier à sa place, et essaie en vain de réunir les flux seul. Wolverine parvient à le rejoindre et en utilisant toutes leurs forces, le duo parvient à détruire le dispositif, désintégrant alors Cassandra et sauvant ainsi le multivers. Peu après, la Chasseuse B-15 arrive sur les lieux et arrête Paradox pour avoir construit illégalement le Chrono Broyeur. Grâce à leur exploit en détruisant le dispositif, la réalité de Wade est inexplicablement sauvée de l'anéantissement. En récompense de leurs efforts héroïques, Logan est autorisé à rester dans l'univers de Wade tandis que ce dernier demande à B-15 de faire libérer Laura, Elektra, Blade et Gambit du Vortex. Peu près, Deadpool retrouve avec grand plaisir Dogpool, le chien de Nicepool, et l'adopte pour de bon.
De retour à la vie normale, Logan décide de prendre sa retraite en tant que Wolverine pour vivre une vie plus paisible. Plus tard, Wade et Vanessa se réconcilient, autour d'un repas avec Logan, Laura et le reste de leurs amis.
Scène post-générique
Après un générique ponctué d'extraits de scènes et de making-of des films Marvel de la 20th Century Fox, Wade Wilson, dans les bureaux du TVA, expose aux spectateurs la preuve que Johnny Storm a bien prononcé les insultes visant Cassandra Nova qui ont directement conduit à sa mort.

## Fiche technique
Sauf indication contraire, les informations mentionnées dans cette section peuvent être confirmées par les bases de données cinématographiques IMDb et Allociné,  présentes dans la section « Liens externes ».
- Titre original : Deadpool and Wolverine
- Titre français et québécois : Deadpool et Wolverine
- Titres de travail : Deadpool 3 et Tidal Wave
- Réalisation : Shawn Levy
- Scénario : Rhett Reese, Paul Wernick, Zeb Wells, Ryan Reynolds et Shawn Levy, d'après les personnages Marvel Comics Deadpool et Wolverine créés par Rob Liefeld, Fabian Nicieza, Roy Thomas, Len Wein et John Romita Sr.
- Musique : Rob Simonsen[2]
- Direction artistique : Ray Chan
- Décors : Naomi Moore
- Costumes : Mayes C. Rubeo et Graham Churchyard
- Photographie : George Richmond
- Montage : Dean Zimmerman et Shane Reid
- Production : Kevin Feige, Ryan Reynolds, Shawn Levy et Lauren Shuler Donner
  - Production exécutive : Louis D'Esposito, Wendy Jacobson, Mary McLaglen, Josh McLaglen, Rhett Reese, Paul Wernick, George Dewey, Simon Kinberg et Jonathon Komack Martin
  - Coproduction : Mitchell Bell
- Casting : Sarah Finn
- Sociétés de production : Marvel Studios, 21 Laps Entertainment et Maximum Effort
- Société de distribution : Walt Disney Studios Motion Pictures
- Budget : 200 millions de $
- Pays de production :  États-Unis
- Langue originale : anglais
- Format : couleur (ACES) - DCP Digital Cinema Package - 2,39:1 (Cinémascope) - son IMAX 6-Track, Dolby Digital, DTS, Dolby Atmos, Dolby Surround 7.1
- Genres : action, aventures, comédie, science-fiction, fantastique, super-héros
- Durée : 127 minutes
- Dates de sortie : 
  - France, Belgique, Suisse romande : 24 juillet 2024
  - États-Unis : 22 juillet 2024 (avant-première mondiale à New-York) ; 26 juillet 2024 (sortie nationale)
  - Canada, Québec : 26 juillet 2024
- Classification[3] :
  - États-Unis : interdit aux moins de 17 ans(R – Restricted)[4]
  - France : interdit aux moins de 12 ans[5]

## Distribution
Sauf indication contraire, les informations mentionnées dans cette section peuvent être confirmées par la base de données cinématographiques IMDb,  présente dans la section « Liens externes ».
- Ryan Reynolds (VF : Pierre Tessier ; VQ : François Godin) : Wade Wilson / Deadpool ; Wade Wilson / Nicepool
- Hugh Jackman (VF : Jérémie Covillault ; VQ : Daniel Picard) : James « Logan » Howlett / Wolverine ; James « Logan » Howlett / Wolverine (terre 10005) ; Patch ; Old Man Logan ; Weapon X ; Wolverine (variant crucifié) ; Wolverine (variant de petite taille) ; Wolverine (variant de John Byrne)
- Emma Corrin (VF : Noémie Orphelin ; VQ : Elisabeth Gauthier Pelletier) : Cassandra Nova
- Morena Baccarin (VF : Juliette Degenne ; VQ : Pascale Montreuil) : Vanessa Carlysle
- Rob Delaney (VF : Guillaume Bourboulon ; VQ : Thiéry Dubé) : Peter Wisdom / Peterpool
- Leslie Uggams (VF : Maïk Darah ; VQ : Johanne Garneau) : Al l'aveugle (en)
- Matthew Macfadyen (VF : Maurice Decoster ; VQ : Éloi Archambaudoin) : M. Paradox (en)[6], l'agent du TVA
- Karan Soni (VF : Sonny Thongsamouth ; VQ : Nicolas Bacon) : Dopinder (en), le chauffeur de taxi
- Brianna Hildebrand (VF : Marie Tirmont ; VQ : Kim Jalabert) : Ellie Phimister / Negasonic Teenage Warhead
- Shiori Kutsuna : Yukio (en)
- Stefan Kapičić (VF : Régis Ivanov ; VQ : Pierre-Étienne Rouillard) : Piotr Rasputin / Colossus (voix)
- Randal Reeder (VF : Philippe Ariotti) : Buck
- Lewis Tan : Rusty / Shatterstar

Personnages du MCU
- Jon Favreau (VF : Yann Guillemot ; VQ : Sylvain Hétu) : Happy Hogan (en), Terre-616
- Wunmi Mosaku (VF et VQ : Corinne Wellong) : Dr Verity Willis / Chasseuse B-15
- Chris Hemsworth : Thor (images d'archives issues de Thor : Le Monde des ténèbres[7])

Les variants d'autres univers
- Aaron Stanford (VF : Boris Rehlinger ; VQ : Victor Naudet) : John Allerdyce / Pyro
- Chris Evans (VF : Alexandre Gillet ; VQ : Alexandre Fortin) : Johnny Storm / la Torche humaine
- Jennifer Garner (VF : Laura Blanc ; VQ : Aline Pinsonneault) : Elektra Natchios
- Wesley Snipes (VF : Daniel Lobé ; VQ : Bruno Marcil) : Eric Brooks / Blade
- Channing Tatum (VF : Arthur Khong ; VQ : Frédérik Zacharek) : Remy LeBeau / Gambit
- Dafne Keen (VF : Clara Quilichini ; VQ : Marine Guérin) : Laura Kinney / X-23
- Tyler Mane (VF : Frédéric Souterelle) : Victor Creed / Dents-de-sabre
- Aaron W. Reed (VF : Gilles Morvan) : Cain Marko / le Fléau
- Mike Waters : Frederick Dukes / Colosse
- Eduardo Gago : Azazel
- Jade Lye : Yuriko Oyama / Lady Deathstrike
- Ayesha Hussain : Elizabeth « Betsy » Braddock / Psylocke
- Daniel Medina Ramoss : Mortimer Toynbee / le Crapaud
- Curtis Small : Benjamin Poindexter / le Tireur
- Chloé Kibble : Callisto
- Nilly Cetin : Quill
- Billy Clements : Le Russe
- Henry Cavill (VF : Adrien Antoine ; VQ : Martin Boily) : Cavillrine (caméo)
- Mark Ruffalo : Bruce Banner / Hulk (variant d'un autre univers) (caméo non crédité)

Les Deadpool
- Peggy : Dogpool (en), la version animale de Deadpool
- Blake Lively (VF : Élisabeth Ventura) : Wanda Wilson / Lady Deadpool[8] (voix)
  - Christiaan Bettridge : Wanda Wilson / Lady Deadpool (doublure sur le tournage)
- Inez Reynolds : Kidpool
- Olin Reynolds : Babypool
- Nathan Fillion (VF : Guillaume Orsat) : Wade Wilson / Headpool (voix)
- Matthew McConaughey (VF : Bruno Choël) : Wade Wilson / Cowboy Deadpool (voix)
- Paul Mullin : Wade Wilson / Welshpool
- Alex Kyshkovych : Canadapool
- Harry Holland : Haroldpool[9]
- Kevin Fortin : Zenpool

Autres personnages
- Greg Hemphill (en) : un barman (caméo)
- Ollie Palmer : un client du bar (caméo)
- Rob McElhenney : un soldat du TVA (caméo)

 Source et légende : version française (VF) sur RS Doublage et carton cinématographique du doublage français.

## Production

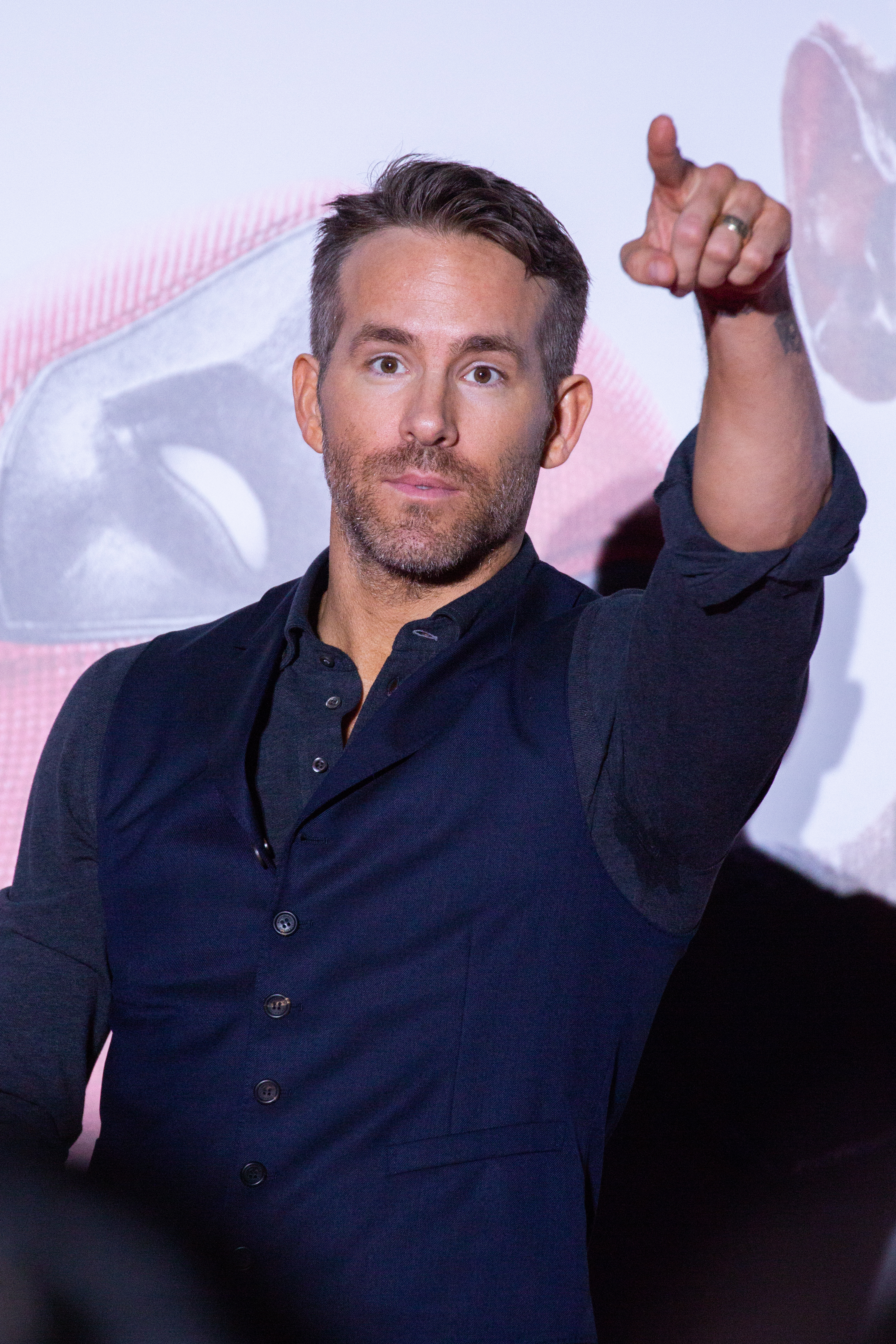
Ryan Reynolds à la première de Deadpool 2 au Japon en 2018

### Genèse et développement
Dès 2016, avant la sortie de Deadpool 2, Ryan Reynolds annonce travailler sur un 3e volet.
Après de nombreux retards à la suite du rachat de la Fox par Disney, le film se concrétise en 2022 au Comic Con de San Diego. Le 27 septembre 2022, Ryan Reynolds poste une vidéo sur les réseaux sociaux dans laquelle il annonce officiellement le développement de Deadpool 3 ainsi que la date de sortie du film prévue le 6 septembre 2024 aux États-Unis. Dans cette vidéo, il discute avec Hugh Jackman en lui demandant « Hey Hugh, you want to play Wolverine one more time? » (Dis Hugh, tu voudrais jouer Wolverine encore une fois ?) ce à quoi l'intéressé répond « Oui bien sûr. ». Le cinéaste James Mangold regrette le retour de Wolverine alors que Logan s'achève par la mort du mutant.
L’acteur canadien avait présenté au studio une rencontre improbable de l'anti-héros dans « un court métrage dans lequel Deadpool interroge un gars, et on découvre que c'est le Chasseur qui a tué la mère de Bambi". Une autre idée était dans la veine du film Rashōmon depuis trois points de vue, l’un sur Deadpool, le second sur Wolverine, et le dernier depuis le point de vue du duo de super-héros.

### Attribution des rôles
Le 28 septembre 2022, Hugh Jackman poste une vidéo confirmant son apparition en tant que Wolverine.
Le 14 février 2023, l’actrice britannique Emma Corrin est annoncée au casting.
Durant le mois d'avril 2023, Karan Soni et Leslie Uggams annoncent qu'ils reprendront leurs rôles de Dopinder, le chauffeur de taxi et Blind Al. Quelques jours plus tard, Morena Baccarin et Stefan Kapicic rejoignent à leur tour le film, reprenant eux aussi leurs rôles de Vanessa et Colossus.
Le 7 juillet 2023, il est annoncé que Jennifer Garner reprendra son rôle d'Elektra Natchios, qu'elle a tenu dans les films Daredevil en 2003 et Elektra en 2005.
Le 12 novembre 2023, la chienne Peggy, désigné comme « chien le plus laid de Grande Bretagne » en 2023, est choisie pour le rôle de Dogpool.
Le 4 décembre 2023, des photographies du tournage montrent le retour de Dents-de-sabre, dont l'interprète Tyler Mane, reprend le rôle qu'il tenait dans le premier film X-Men.

### Tournage
Le tournage débute à la fin du mois de mai 2023 à Londres et se déroule notamment aux Pinewood Studios. Les prises de vues ont également lieu à Vancouver.
Le tournage n'est pas trop affecté par la grève des scénaristes de la Writers Guild of America, hormis l'interdiction de Ryan Reynolds de retravailler le script et d'improviser des scènes. Marvel Studios précise que certaines scènes seront modifiées par la suite lors de reshoots.
Le tournage est cependant interrompu le 14 juillet 2023 en raison de la grève SAG-AFTRA, les acteurs se joignant aux scénaristes. La moitié des scènes avait été tournée au moment de l'interruption, et le tournage était prévu pour reprendre dès la fin des grèves de la WGA et de la SAG-AFTRA. Shawn Levy se dit capable de commencer le montage des scènes déjà tournées. Deadpool 3 fait partie des films considérés comme prioritaires pour la reprise de la production.
En octobre 2023, Shawn Levy s'interroge sur le maintien de la sortie en mai 2024 si la grève dure et qu'il serait probable qu'il sorte plus tard dans l'année 2024. La grève de la SAG-AFTRA s'achève le 9 novembre 2023. La reprise du tournage est alors annoncée et se fait le 23 novembre, avant Thanksgiving, alors que la date de sortie est reportée à juillet 2024,,.
Le 24 janvier 2024, Ryan Reynolds et Hugh Jackman annoncent sur leurs réseaux sociaux la fin du tournage du film.

## Musique

### Original Motion Picture Soundtrack
Bandes originales de l'univers cinématographique Marvel
The Marvels
(2023)
La bande originale a été annoncée le 17 juillet 2024, avec la liste complète des morceaux de 18 chansons. Il présente des contributions de NSYNC, Stray Kids, Fergie, The Platters, Huey Lewis and the News, Aretha Franklin et Green Day, entre autres.
| 1.  | Only You (And You Alone)                         | The Platters                                   | 2:43 |
| 2.  | Bye Bye Bye                                      | NSYNC                                          | 3:19 |
| 3.  | Angel of the Morning                             | Merrilee Rush                                  | 3:10 |
| 4.  | Slash                                            | Stray Kids                                     | 3:11 |
| 5.  | Glamorous                                        | Fergie                                         | 2:57 |
| 6.  | Iris                                             | Goo Goo Dolls                                  | 4:50 |
| 7.  | The Power of Love                                | Huey Lewis and the News                        | 3:53 |
| 8.  | I'm a Ramblin' Man                               | Waylon Jennings                                | 2:46 |
| 9.  | You Belong to Me                                 | Patsy Cline                                    | 3:03 |
| 10. | The Lady in Red                                  | Chris de Burgh                                 | 4:18 |
| 11. | I'm with You                                     | Avril Lavigne                                  | 3:44 |
| 12. | The Greatest Show (tiré de The Greatest Showman) | Zendaya, Zac Efron, Hugh Jackman, Keala Settle | 5:02 |
| 13. | You're the One That I Want (tiré de Grease)      | Olivia Newton-John, John Travolta              | 2:50 |
| 14. | I'll Be Seing You                                | Jimmy Durante                                  | 3:11 |
| 15. | Make Me Lose Control                             | Eric Carmen                                    | 4:45 |
| 16. | You're All I Need to Get By                      | Aretha Franklin                                | 3:35 |
| 17. | Good Riddance (Time of Your Life)                | Green Day                                      | 2:36 |
| 18. | LFG                                              | Rob Simonsen                                   | 1:59 |

### Original Motion Picture Score
En juillet 2023, Rob Simonsen est annoncé comme compositeur de la musique originale du film, succédant à Junkie XL sur le premier Deadpool et Tyler Bates pour le deuxième film. Simonsen a déjà collaboré avec Shawn Levy sur Adam à travers le temps et la quatrième saison de Stranger Things.
| 1.    | LFG                                               | 1:49 |
| 2.    | Deadpool Has a Theme                              | 2:29 |
| 3.    | It’s Been a While                                 | 0:39 |
| 4.    | Reaching Too High                                 | 2:15 |
| 5.    | Make a Wish                                       | 1:26 |
| 6.    | Walk with Me                                      | 2:27 |
| 7.    | Two Choices                                       | 2:32 |
| 8.    | Eating My Feelings                                | 2:30 |
| 9.    | They're Coming                                    | 2:26 |
| 10.   | Family Feud                                       | 0:51 |
| 11.   | I Love This Part                                  | 2:13 |
| 12.   | Finger                                            | 3:05 |
| 13.   | Your Fingers Are Inside Me, But Not in a Good Way | 3:41 |
| 14.   | You Were Chest F'd by a Tree                      | 0:34 |
| 15.   | Hideout                                           | 1:52 |
| 16.   | That's Her                                        | 0:52 |
| 17.   | The Heroes We Were                                | 1:04 |
| 18.   | You Were Always the Wrong Guy                     | 3:24 |
| 19.   | Name for Myself                                   | 2:02 |
| 20.   | Death or Enslavement                              | 1:49 |
| 21.   | I Walked Away                                     | 2:11 |
| 22.   | My Brother Loved You                              | 3:29 |
| 23.   | We Have Company                                   | 2:56 |
| 24.   | I Called Some Friends                             | 1:01 |
| 25.   | Steadily Great Since Endgame                      | 1:29 |
| 26.   | Enjoy My Peter                                    | 1:11 |
| 27.   | Let's Up the Stakes                               | 2:11 |
| 28.   | He's Not Gonna Make It                            | 3:18 |
| 29.   | Ripper Carnage                                    | 1:01 |
| 30.   | There's Nothing to Fix                            | 1:24 |
| 31.   | Special Sock                                      | 2:11 |
| 32.   | Name for Myself                                   | 1:33 |
| 33.   | Fallen Heroes                                     | 3:15 |
| 61:51 |                                                   |      |

## Sortie et accueil

### Promotion et date de sortie
La sortie américaine était initialement fixée au 6 septembre 2024, puis au 8 novembre 2024,.
En juin 2023, Disney bouleverse son planning en raison de la grève conjointe des scénaristes de la Writers Guild of America et des acteurs de la SAG-AFTRA. La sortie est alors avancée au 3 mai 2024. Finalement, après le retard en raison des grèves, la sortie américaine de Deadpool 3 est repoussée au 26 juillet 2024.
La première bande-annonce internationale est dévoilée dans la nuit du 11 février 2024 par le Super Bowl LVIII, révélant ainsi le titre officiel du film et les premiers éléments de l'intrigue principale. Elle a battu un nouveau record en captivant 365 millions de spectateurs en ligne, juste minuit après sa première projection lors du Super Bowl.
Une affiche, dévoilée en même temps que la bande annonce est sortie et visée à ne pas trop dévoiler des éléments du film.
Une seconde bande annonce est publiée le 22 avril 2024, en parallèle de nouvelles affiches promotionnelles.
La bande annonce finale est publiée le 19 juillet 2024.

### Accueil critique
Dans une critique pour Collider, Ross Bonaime écrit qu'avec l'intégration de Deadpool dans la propriété Marvel, le personnage a finalement commencé à atteindre son plein potentiel. Il décrit le critique du San Francisco Chronicle, Mick LaSalle, a estimé que le film pouvait être considéré comme n'ayant rien à dire, déplorant que Deadpool aurait pu subvertir l'intrigue s'il y avait eu quelque chose auquel il pensait que le public pouvait s'identifier. Cependant, il a salué le contraste entre la performance sérieuse de Jackman et le bavardage de Reynolds, le trouvant amusant. David Rooney du Hollywood Reporter a pensé que les blagues méta étaient « montées à des niveaux radioactifs » et que l'interprétation critique restait largement à la hauteur de ce que le public voulait tirer du film. Dans des critiques d'une étoile pour le film, Donald Clarke pour The Irish Times a écrit que le film est « l'entrée la plus implacablement juvénile d'une séquence qui a rarement été confondue avec la trilogie Faith d'Ingmar Bergman ». Robbie Collin, critique de cinéma en chef du Daily Telegraph, a écrit que « malgré tous les éclats de rire du scénario sur le détour parsemé d'incidents de la série dans le multivers, il ne peut pas renoncer à son filet de sécurité « rien de ce qui se passe ici n'a vraiment d'importance ».

### Box-office
| Pays ou région | Box-office                            | Date d'arrêt du box-office | Nombre de semaines |
| -------------- | ------------------------------------- | -------------------------- | ------------------ |
| États-Unis     | 636 745 858 $ pour 58 558 000 entrées |                            | 2                  |
| France         | 3 779 865 entrées                     |                            | 2                  |
| Allemagne      | 2 714 553 entrées                     |                            | 2                  |
| Espagne        | 2 366 388 entrées                     |                            | 2                  |
| Brésil         | 6 662 878 entrées                     |                            | 2                  |
| Russie         | 2 520 369 entrées                     |                            | 2                  |
| Chine          | 9 634 492 entrées                     |                            | 2                  |
| Italie         | 2 166 558 entrées                     |                            | 2                  |
| Total mondial  | 1 338 073 645 $                       | en cours                   | 2                  |

## Distinctions

### Nomination
- Golden Globes 2025 : Meilleure performance au box-office